# Chili op de Olympische Winterspelen 2006
Tijdens de Olympische Winterspelen van 2006 die in Turijn werden gehouden nam Chili deel met negen sporters. Er werden geen medailles verdiend.

## Deelnemers
| Sport               | Naam                 | Discipline           | Klassering | Resultaten                                               |
| ------------------- | -------------------- | -------------------- | ---------- | -------------------------------------------------------- |
| Alpineskiën mannen  | Maui Gayme           | Afdaling Super-G     | 42e 47e    | 1.56,10 1.36,85                                          |
| Alpineskiën mannen  | Mikael Gayme         | Afdaling Super-G     | 41e 54e    | 1.55,73 1.39,68                                          |
| Alpineskiën mannen  | Duncan Grob          | Reuzenslalom Super-G | - 44e      | 1e run dnf 1.36,24                                       |
| Alpineskiën mannen  | Jorge Mandrú         | Afdaling Combinatie  | 49e -      | 1.58,77 Afdaling 1.45,81, Slalom 1e run 52,92, 2e run dq |
| Alpineskiën vrouwen | Daniela Anguita      | Super-G              | -          | dnf                                                      |
| Alpineskiën vrouwen | Noelle Barahona      | Combinatie           | 30e        | Afdaling 1.42,61, Slalom 1e run 47,62, 2e run 56,39      |
| Alpineskiën vrouwen | Macarena Benvenuto   | Super-G              | 50e        | 1.41,52                                                  |
| Biatlon mannen      | Marco Antonio Zúñiga | 10 km sprint 20 km   | 90e 87e    | 33.38,1 (1) 1:11.02,5 (5)                                |
| Biatlon vrouwen     | Verónica Isbej       | 7,5 km sprint 15 km  | 83e 82e    | 33.52,0 (4) 1:14.55,3 (7)                                |

Albanië · Algerije · Amerikaanse Maagdeneilanden · Andorra · Argentinië · Armenië · Australië · Azerbeidzjan · België · Bermuda · Bosnië en Herzegovina · Brazilië · Bulgarije · Canada · Chili · China · Chinees Taipei · Costa Rica · Cyprus · Denemarken · Duitsland · Estland · Ethiopië · Finland · Frankrijk · Georgië · Griekenland · Groot-Brittannië · Hongarije · Hongkong · Ierland · IJsland · India · Iran · Israël · Italië · Japan · Kazachstan · Kenia · Kirgizië · Kroatië · Letland · Libanon · Liechtenstein · Litouwen · Luxemburg · Macedonië · Madagaskar · Moldavië · Monaco · Mongolië · Nederland · Nepal · Nieuw-Zeeland · Noord-Korea · Noorwegen · Oekraïne · Oezbekistan · Oostenrijk · Polen · Portugal · Roemenië · Rusland · San Marino · Senegal · Servië en Montenegro · Slovenië · Slowakije · Spanje · Tadzjikistan · Thailand · Tsjechië · Turkije · Venezuela · Verenigde Staten · Wit-Rusland · Zuid-Afrika · Zuid-Korea · Zweden · Zwitserland